# Shock Value II
Shock Value II — третий сольный студийный альбом музыкального продюсера и рэпера Тимбалэнда, вышедший в 2009 году. Является продолжением альбома Shock Value, который занимал высшие позиции в чартах по всему миру и получил 16 платиновых сертификаций.
Планировавшийся релиз альбома в 2008 году был перенесён на 2009 год и, в конце концов, был назначен на 23 ноября 2009 года, но в итоге был выпущен 7 декабря 2009 года в Великобритании и 8 декабря в США.

## История создания
Тимбалэнд в июле 2008 года подтвердил Шахемe Риду с MTV, что работает над продолжением платинового альбома Shock Value.
Тогда он сообщил о наличии одного совместного трека с Мадонной, который был записан для её альбома Hard Candy, но не был включен в трек-лист. Также он заявил о сотрудничестве с Джордин Спаркс, Бейонсе, Рианной, Jonas Brothers, Майли Сайрус и T.I..
Тимбалэнд также сказал Invasion Radio в октябре 2009 года, что использовал приложение PSP Beaterator для создания некоторых битов для Shock Value II, как и Jay Z для своего прошлого альбома.
Говоря об альбоме в ноябре 2009 года, продюсер сказал:
Я настолько везуч и счастлив, что смог создать Shock Value 2, я действительно горжусь калибром артистов на этом альбоме и всей работой, которую они вложили, чтобы сделать его успешным. Я могу обещать, что никто никогда не слышал Кэти Перри, The Fray или Брэнди такими. Захватывающее, потому что не только — я дал своим фанатам лучшее от себя на каждом треке, я даю им проблеск их любимого артиста в совершенно другом свете. Этот альбом можно слушать от начала до конца сколько угодно, потому что каждая песня настолько уникальна и диапазон артистов столь разнообразен. Не могу дождаться, когда мои фанаты услышат плоды нашего сотрудничества.

## Выпуск альбома
Выпуск альбома был запланирован на 4 ноября 2008 года, но столкнулся с президентскими выборами в США. Работа над альбомом была отложена, и Тимбалэнд работал над альбомом Jay-Z The Blueprint 3, который был выпущен в сентябре 2009 года. Журнал Rap-Up подтвердил, что выпуск альбома состоится 23 ноября 2009 года, в США и Великобритании будет выпущено 2-дисковое подарочное издание. Однако потом журнал уточнил 29 октября 2009 года, что дата релиза перенесена на 8 декабря 2009 года.
Тимбалэнд исполнил часть песни «Morning After Dark» на одной из посвященных альбому вечеринок в Мандалай-Бэй 17 октября и снова во время F1 в Абу-Даби, ОАЭ 30 октября. Затем вместе с Нелли Фуртадо & SoShy Тимбалэнд впервые исполнил песню на церемонии American Music Award 22 ноября 2009 года.
В интервью 106 & Park он подтвердил, что планируется переиздание альбома, в котором будут новые песни.

## Реакция критики
Альбом получил разные оценки. На Metacritic собрал 50 из 100 баллов на основе 9 профессиональных рецензий.

## Синглы
- Morning After Dark, при участии SoShy и Нелли Фуртадо, впервые прозвучал 16 октября 2009 года в шоу Райана Сикреста на радио KIIS-FM. Сингл стал доступен для загрузки 26 октября 2009 года.[8] Он достиг 61 места в Billboard Hot 100 и 6 в UK Singles Chart.
- Say Something, при участии канадского рэпера Дрейка стал доступен на US iTunes 3 ноября 2009 года. Видео на песню было представлено 8 декабря 2009 года.[9] Официально сингл был отправлен на американские радиостанции 5 января 2010 года.[10] Сингл стал 46 в Billboard Hot 100.
- Carry Out, при участии Джастина Тимберлейка стал третьим синглом с альбома. Он был отправлен на американские радиостанции 1 декабря 2009 года.[11] Он занял 11 позицию в Billboard Hot 100. Премьера видеоклипа состоялась в феврале 2010 года.[12]
- If We Ever Meet Again при участии Кэти Перри стал доступным для скачивания 5 февраля 2010 года.[13]. Музыкальное видео представили 18 января 2010 года.

## Список композиций
| №   | Название                                                  | Автор(ы)                                                                                                | Продюсеры                       | Длительность |
| --- | --------------------------------------------------------- | --- | ------------------------------- | ------------ |
| 1.  | «Intro» (feat. DJ Felli Fel)                              | | Timbaland                       | 0:49         |
| 2.  | «Carry Out» (feat. Justin Timberlake)                     | T.Mosley, J. Timberlake, J Harmon, Jim Beanz, Timothy Clayton                                           | Timbaland, Jerome "Jroc" Harmon | 3:53         |
| 3.  | «Lose Control» (feat. Джоджо)                             | T.Mosley, J Harmon, Nikesha Briscoe                                                                     | Timbaland, Jerome "Jroc" Harmon | 4:28         |
| 4.  | «Meet In tha Middle» (feat. Bran' Nu)                     | T. Clayton, Brandy Norwood, John Maultsby, T.Mosley, Paul Dawson, Jamal Jones                           | Polow da Don,Timbaland,         | 4:00         |
| 5.  | «Say Something» (feat. Drake)                             | Aubrey Drake Graham, T. Clayton, J. Maultsby, T. Mosley, J Harmon                                       | Timbaland, Jerome "Jroc" Harmon | 4:01         |
| 6.  | «Tomorrow In the Bottle» (feat. Chad Kroeger & Sebastian) | T. Mosley, J. Harmon, Jim Beanz, Garland Mosley T. Clayton, Brandon Deener, Chad Kroeger                | Timbaland, Jerome "Jroc" Harmon | 5:28         |
| 7.  | «We Belong to the Music» (feat. Miley Cyrus)              | T. Mosley, J. Harmon, J. Beanz, Walter Milsap, Candice Nelson                                           | Timbaland, Jerome "Jroc" Harmon | 4:28         |
| 8.  | «Morning After Dark» (feat. Nelly Furtado & SoShy)        | T. Mosley, J. Harmon, Deborah Epstein, Michelle Bell, Keri Hilson, J. Maultsby, Nelly Furtado, J. Beanz | Timbaland, Jerome "Jroc" Harmon | 3:52         |
| 9.  | «If We Ever Meet Again» (feat. Katy Perry)                | T. Mosley, J. Beanz, M. Busbee                                                                          | Jim Beanz, Timbaland            | 4:59         |
| 10. | «Can You Feel It» (feat. Esthero & Sebastian)             | T. Mosley, J. Harmon, T. Clayton, J. Beanz, G. Mosley                                                   | Timbaland, Jerome "Jroc" Harmon | 4:44         |
| 11. | «Ease Off the Liquor»                                     | T. Mosley, J. Harmon, J. Maultsby, J. Beanz, T. Clayton                                                 | Timbaland, Jerome "Jroc" Harmon | 5:58         |
| 12. | «Undertow» (feat. The Fray and Esthero)                   | Joe King, Isaac Slade, T. Mosley, J. Beanz                                                              | The Fray, Timbaland             | 4:22         |
| 13. | «Timothy Where You Been» (feat. Jet)                      | T. Mosley, J. Harmon, T. Clayton, J. Beanz, Chris Cester                                                | Timbaland, Jerome "Jroc" Harmon | 4:47         |
| 14. | «Long Way Down» (feat. Daughtry)                          | T. Mosley, J. Harmon, Chris Daughtry, Joey Barnes, Josh Paul, Josh Steely, Brian Craddock, J. Beanz     | Timbaland, Jerome "Jroc" Harmon | 4:23         |
| 15. | «Marchin On (Timbo Version)» (feat. OneRepublic)          | Ryan Tedder, T. Mosley, J. Beanz                                                                        | Ryan Tedder, Timbaland          | 4:12         |
| 16. | «The One I Love» (feat. Keri Hilson & D.O.E.)             | T. Mosley, J. Harmon, J. Maultsby, N. Briscoe, Dennis Matkosky, Micheal Sembello                        | Timbaland, Jerome "Jroc" Harmon | 4:34         |
| 17. | «Symphony» (feat. Attitude, Bran' Nu & D.O.E.)            | T. Mosley, J. Harmon, T. Clayton, B. Norwood, J. Maultsby, J. Beanz, Keithin Pittman                    | Timbaland, Jerome "Jroc" Harmon | 4:21         |

| №   | Название                                                            | Автор(ы)                                                                                                | Продюсеры    | Длительность |
| --- | ------------------------------------------------------------------- | --- | ------------ | ------------ |
| 18. | «Morning After Dark (B-Boy Fix Remix)» (with Nelly Furtado & SoShy) | T. Mosley, J. Harmon, Deborah Epstein, Michelle Bell, Keri Hilson, J. Maultsby, Nelly Furtado, J. Beanz | Chew Fu 2016 | 4:06         |

| №   | Название                                                                    | Автор(ы)                                                                                                | Длительность |
| --- | --------------------------------------------------------------------------- | --- | ------------ |
| 18. | «Morning After Dark (Freeman Remix)» (with Nelly Furtado, Rey Vy and SoShy) | T. Mosley, J. Harmon, Deborah Epstein, Michelle Bell, Keri Hilson, J. Maultsby, Nelly Furtado, J. Beanz | 4:10         |

### Американское издание
| Первый диск 1. «Intro» (feat. DJ Felli Fel) — 0:49 2. «Carry Out» (feat. Justin Timberlake) — 3:53 3. «Lose Control» (feat. JoJo) — 4:28 4. «Meet In tha Middle» (feat. Bran' Nu) — 4:01 5. «Say Something» (feat. Drake) — 4:01 6. «Tomorrow In the Bottle» (feat. Chad Kroeger & Sebastian) — 5:28 7. «We Belong to the Music» (feat. Miley Cyrus) — 4:28 8. «Morning After Dark» (feat. Nelly Furtado & SoShy) — 3:52 9. «If We Ever Meet Again» (feat. Katy Perry) — 4:59 10. «Can You Feel It» (feat. Esthero & Sebastian) — 4:44 11. «Ease Off the Liquor» — 5:58 12. «Undertow» (feat. The Fray & Esthero) — 4:22 13. «Timothy Where You Been» (feat. Jet) — 4:47 | Второй диск (подарочное издание) 1. «Long Way Down» (feat. Daughtry) — 4:23 2. «Marchin On (Timbo Version)» (feat. OneRepublic) — 4:12 3. «The One I Love» (feat. Keri Hilson & D.O.E.) — 4:34 4. «Symphony» (feat. Attitude, Bran’Nu & D.O.E.) — 4:21 |

## Позиции в чартах
Альбом дебютировал в США на 36 месте, разойдясь тиражом 37 834 экземпляров за первую неделю.
| Чарты (2009)             | Позиция |
| ------------------------ | ------- |
| Australian Albums Chart  | 35      |
| Austrian Albums Chart    | 23      |
| Canadian Albums Chart    | 16      |
| Dutch Albums Chart       | 70      |
| Irish Albums Chart       | 41      |
| German Albums Chart      | 15      |
| French Albums Chart      | 73      |
| New Zealand Albums Chart | 36      |
| Poland Albums Chart      | 11      |
| Swiss Albums Chart       | 5       |
| UK Albums Chart          | 60      |
| UK R&B Albums Chart      | 10      |
| U.S. Billboard 200       | 36      |

## Дата выхода
| Страна         | Дата             | Формат                        | Лейбл                        | Каталог        |
| -------------- | ---------------- | ----------------------------- | ---------------------------- | -------------- |
| Германия       | 4 декабря, 2009  | CD / Download                 | Interscope Records           | 602527273969   |
| Австралия      | 4 декабря, 2009  | CD / Download                 | Interscope / Universal Music | 060252727396   |
| Ирландия       | 4 декабря, 2009  | CD / Download                 | Polydor Records              | 2727396        |
| Великобритания | 7 декабря, 2009  | CD / Download                 | Polydor Records              | 2727396        |
| Венгрия        | 7 декабря, 2009  | Международное издание         | Universal Music Hungary      | 00602527273969 |
| Канада         | 8 декабря, 2009  | Обычное издание               | Interscope Records           | B001364502     |
| Канада         | 8 декабря, 2009  | Подарочное издание (2-й диск) | Interscope Records           | B001364572     |
| США            | 8 декабря, 2009  | Обычное издание               | Blackground / Mosley Music   | 602527237732   |
| США            | 8 декабря, 2009  | Подарочное издание (2 диск)   | Blackground / Mosley Music   | 602527237749   |
| США            | 8 декабря, 2009  | LP                            | Blackground / Mosley Music   | 602527237831   |
| Дания          | 9 декабря, 2009  | International CD / Download   | Universal Music Group        | 060252727396   |
| Финляндия      | 9 декабря, 2009  | International CD / Download   | Universal Music Group        | 060252727396   |
| Швеция         | 9 декабря, 2009  | International CD / Download   | Universal Music Group        | 060252727396   |
| Бразилия       | 15 декабря, 2009 | International CD / Download   | Universal Music Group        | 602527273969   |
| Япония         | 16 декабря, 2009 | International CD / Download   | Universal Music              | UICS1201       |